# Ana Karenjina
 Ovo je glavno značenje pojma Ana Karenjina. Za druga značenja pogledajte Ana Karenjina (razdvojba).
Ana Karenjina je roman ruskog pisca Lava Nikolajeviča Tolstoja, koji je prvobitno objavljivan u dijelovima od 1873. do 1877. godine. Prva pojava romana je bila u „Ruskom glasniku“ (rus. Русский Вестник), ali nije objavljen do kraja, pošto je Tolstoj došao u sukob s urednikom Mihailom Katkovim oko pitanja koja su pokrenuta u završnom dijelu. Stoga je prva pojava romana u cjelini bila u obliku knjige.
Naširoko smatrana vrhuncem realizma, Tolstoj je ovu knjigu smatrao svojim prvim pravim romanom. Lik Ane je vjerojatno, makar djelomično, inspiriran Marijom Hartung (1832. – 1919.), starijom kćerkom ruskog pjesnika Aleksandra Puškina.
Zanimljivo je i to da je kao prototip za lik grofa Vronskog poslužio pukovnik Rajevski koji je zaista kao dobrovoljac sudjelovao u srpsko-turskom ratu i tamo poginuo.